# I Can't Give You Anything but Love, Baby
"I Can't Give You Anything but Love, Baby" é uma canção popular americana do gênero jazz de Jimmy McHugh e Dorothy Fields. A música foi apresentada por Adelaide Hall no Les Ambassadeurs Club em Nova York em janeiro de 1928 no Blackbird Revue  de Lew Leslie, que estreou na Broadway no final daquele ano como o bem-sucedido Blackbirds de 1928 (518 apresentações), em que foi realizada por Adelaide Hall, Aida Ward e Willard McLean. 
Nas 100 músicas mais gravadas de 1890 a 1954, "I Can't Give You Anuthing But Love, Baby" (1928) é o número 24. 

## Antecedentes
Jimmy McHugh e Dorothy Fields haviam escrito a partitura para uma revista no Les Ambassadeurs Club, na 57th Street, Nova York, que apresentava a vocalista Adelaide Hall . No entanto, o produtor Lew Leslie acreditava que eles ainda estavam perdendo uma música 'esmagadora'. A equipe ponderou por um tempo antes de finalmente interpretar Leslie "I Can't Give You Anything but Love, Baby". Essa era a música que Leslie estava procurando e ele imediatamente a incluiu na revista. 
A ideia por trás da música surgiu durante um passeio em que Fields e McHugh estava numa noite na Quinta Avenida; eles viram um jovem casal olhando as vitrines da Tiffany's. McHugh e Fields entenderam que o casal não tinha recursos para comprar joias da Tiffany's, mas mesmo assim eles estavam apaixonados. Foi então que eles ouviram o homem dizer: "Puxa, querida, eu gostaria de lhe dar uma joia assim, mas agora, eu não posso te dar nada além de amor!" Ao ouvir isso, McHugh e Fields correram para um túnel Steinway próximo e, em uma hora, criaram "I Can't Give You Anything but Love, Baby". 
Alguma controvérsia envolve a autoria da música. O biógrafo de Andy Razaf, Harry Singer, oferece evidências circunstanciais que sugerem que Fats Waller pode ter vendido a melodia para McHugh em 1926 e que as letras foram de Andy Razaf.  Como alternativa, Philip Furia apontou que o verso de Fields é quase idêntico ao final do segundo verso da música de Lorenz Hart e Richard Rodgers, "Where's That Rainbow?" de Peggy-Ann, a comédia musical de 1926, com livro do irmão de Fields, Herbert, e produzido por seu pai Lew. 

## Versão de Tony Bennett e Lady Gaga

### Antecedentes e composição
Tony Bennett e Lady Gaga lançaram um álbum de jazz colaborativo, intitulado Cheek to Cheek, em 2014.  A versão de "I Can't Give You Anything but Love" em Cheek to Cheek tem Gaga e Bennett alternando versos ao lado de piano, uma seção de metais e bateria.  Ela também alterou a letra para cantar "Gee, eu gostaria de dizer que você está bem, Tony", que mais tarde se junta à linha "Pulseiras de diamantes não funcionam, não vendem, Gaga".  

### Liberação e recepção
Trey Barrineau do USA Today elogiou os vocais da dupla, dizendo que a música "realmente oscila".  Um escritor da Next Magazine declarou que Gaga parecia "absolutamente estrelar" na música e achou que era um "veículo vocal" para a artista "mostrar" seu canto.  Debra Kamin, do The Times of Israel, elogiou os vocais de Gaga em "I Can't Give You Anything but Love", por seu alcance e controle.  O crítico da MTV News, Gil Kaufman, descreveu a faixa como "descolada".  Alexa Camp, da Slant Magazine, deu uma crítica negativa, dizendo que "para uma cantora que nem tem 30 anos, a voz de Gaga é chocantemente áspera".  Após seu lançamento, "I Can't Give You Anything but Love" estreou no número um na parada Jazz Digital Songs da Billboard, na semana que terminou em 6 de setembro de 2014. 

### Vídeo musical e promoção
Um videoclipe oficial para a música foi lançado em 26 de agosto de 2014. O vídeo foi gravado no estúdio de gravação e mostrou Gaga em várias roupas e perucas, enquanto gravava a música. Bennett entra para as sessões de estúdio mais tarde, cantando a música. O refrão final encontra os dois cantores juntos, descritos como "unindo forças para uma mistura peculiar, porém potente, de estilos que transcendem gerações e gêneros". Junto com o videoclipe, um remix de Giorgio Moroder foi lançado exclusivamente em outubro de 2014 no site do Idolator. Os acordes da versão original foram alterados, com Moroder adicionando sintetizadores e uma linha de baixo, complementando os vocais de Bennett e Gaga. 
Jon Blistein, da Rolling Stone, elogiou o vídeo, dizendo que "prova que [Gaga e Bennett] exalam uma marca única e adorável de química musical".  Maurice Bobb, da MTV News notou a "essência nua" da dupla no vídeo e acrescentou que Gaga parecia "esmagadoramente moderada", mas sentiu que "sua energia lúdica ainda brilha enquanto ela preenche e brilha ao cantar suave ao lado de Bennett".  Nolan Feeney do Time disse que Gaga apareceu normal no vídeo e acrescentou que "ela ainda é divertida de assistir mesmo quando está apenas no vocal (e se veste como um ser humano relativamente normal, não menos)".  Katie Atkinson, da Billboard, declarou que "se você ama a adorável amizade entre a rainha do glam pop Lady Gaga e o cantor clássico Tony Bennett, definitivamente vai querer ver o vídeo de estúdio dos dois para o 'I Can't Give You Anything but Love'." 

### Gráficos
| Tabela musical (2014)                  | Melhor posição |
| -------------------------------------- | -------------- |
| Estados Unidos (US Jazz Digital Songs) | 1              |
| Itália (FIMI)                          | 76             |